# Забродзе (Нижньосілезьке воєводство)
Забродзе (пол. Zabrodzie, нім. Zweibrodt) — село в Польщі, у гміні Конти-Вроцлавські Вроцлавського повіту Нижньосілезького воєводства.
Населення — 345 осіб (2011).

## Демографія
Демографічна структура станом на 31 березня 2011 року:
|          | Загалом | Допрацездатний вік | Працездатний вік | Постпрацездатний вік |
| -------- | ------- | ------------------ | ---------------- | -------------------- |
| Чоловіки | 153     | 37                 | 100              | 16                   |
| Жінки    | 192     | 50                 | 108              | 34                   |
| Разом    | 345     | 87                 | 208              | 50                   |